# FAD (súng trường tấn công)
FAD (Fusil Automático Doble) là loại súng trường tấn công sử dụng thiết kế bullpup do hãng đóng tàu tên SIMA (Servicio Industrial de la Marina) tại Peru phát triển theo yêu cầu của lực lượng hải quân nước này. Súng dự tính trang bị cho các lược lượng điều khiển phương tiện cơ giới. Nó cũng được tích hợp với một ống phóng lựu 40 mm.

## Thiết kế
FAD sử dụng thiết kế bullpup để có chiều dài thích hợp để xoay trở trong không gian hẹp của phương tiện cơ giới. Vỏ đạn sẽ được đẩy ra khe phía bên phải của súng nhưng sẽ lệch 45º xuống dưới việc này trên lý thuyết có thể cho phép người thuận tay trái sử dụng súng. Ống phóng lựu 40 mm được tích hợp trên súng có thể nạp đạn bằng cách đẩy nòng ra phía trước và nạp lựu đạn vào sau nòng rồi kéo trở về chỗ cũ chuẩn bị bắn.
Hệ thống nhắm cơ bản của súng là điểm ruồi, trên thân súng có thanh răng để gắn các hệ thống nhắm khác nhau. FAD sử dụng loại đạn 5.56x45mm NATO, điểm đáng chú ý là hộp đạn gắn hơi nghiêng sang phía tay trái của súng khoảng 12º nút kéo lên đạn nằm phía đưới thân súng ngay kế hộp đạn. Loại súng này có thể bắn từng viên hay tự động.